# فالکائو (بازیکن فوتسال)
الساندرو روسا ویرا (انگلیسی: Alessandro Rosa Vieira؛ زادهٔ ۸ ژوئن ۱۹۷۷) که به اختصار فالکائو نامیده می‌شود یکی از سرشناس‌ترین بازیکنان فوتسال اهل برزیل است.
او در ۲۲ سپتامبر ۲۰۱۶ در بازی مقابل ایران قرار گرفت و پس از باخت برزیل از فوتسال خداحافظی کرد،
در پایان این مسابقه، فالکائو بزرگترین ستاره فوتسال جهان که قصد داشت با کسب یک جام قهرمانی دیگر از دنیای فوتسال خداحافظی کند، بازنشستگی خود را اعلام کرد و بازیکنان تیم ملی ایران برای بزرگداشت او، وی را روی دست به هوا پرتاب کردند.
این حرکت تیم ایران باعث تمجید فیفا شد و فدراسیون بین‌المللی فوتبال با انتشار عکسی از این حرکت بازیکنان ایران نوشت: «ایرانی‌ها می‌توانستند به رختکن رفته و برد بزرگشان مقابل برزیل را جشن بگیرند ولی ایستادند تا خداحافظی یک افسانه را گرامی بدارند».
این بازیکن بعد از مسابقات جام جهانی ۲۰۱۶ با هدف پشت سر گذاشتن وحید شمسایی از حیث تعداد گل‌های ملی چند مسابقه برای تیم ملی برزیل انجام داد و در حالی که هفت گل تا رسیدن به رکورد گل‌های ملی وحید شمسایی فاصله داشت در روز ۲۶ مارس سال ۲۰۱۷ آخرین بازی ملی خود را برابر تیم کلمبیا انجام داد و از بازی‌های ملی برای همیشه خداحافظی کرد.
در نهایت او با بازگشت چند باره به تیم ملی رکورد آقای گلی فوتسال جهان را در مسابقات گرندپری از آن خود کرد.

## افتخارات
- بهترین بازیکن فوتسال جهان: ۲۰۰۴، ۲۰۰۶، ۲۰۱۱، ۲۰۱۲
- کفش طلایی جام جهانی فوتسال: ۲۰۰۴
- توپ طلایی جام جهانی فوتسال: ۲۰۰۴، ۲۰۰۸
- کفش نقره ای جام جهانی فوتسال: ۲۰۰۸